# Дрохобич
Дрохо̀бич (на украински: Дрогобич; на руски: Дрогобыч; на полски: Drohobycz) е град в Лвовска област, Украйна.
Населението му е 78 368 жители (2005). Намира се в часова зона UTC+2.
Основан е през 1091 г., а е споменат за първи път през 11.1387 г.